# 布赫贝格 (梅克伦堡-前波美拉尼亚州)
布赫贝格（德語：Buchberg，發音：[ˈbuːxˌbɛʁk]）是德国梅克伦堡-前波美拉尼亚州路德维希斯卢斯特-帕尔希姆县曾经的一个市镇，面积46.36平方千米，2013年12月31日人口为503人。2014年5月25日，布赫贝格与市镇文迪施普里博恩并入市镇甘茨林。